# Gens Laelia
La gens Laelia è una gens romana patrizia direttamente imparentata con la Gens Antonia e la Gens Aemilia, il cognome diretto discendente della gens Laelia è Giglio infatti è da Roma che il cognome Giglio si diffonde in tutta Italia, mentre cognome Gaio Lelio Sapiente  è il capostipite di un nuovo ramo della famiglia, (Sapiente è il soprannome da cui poi discenderà il cognome Sapius). Il soprannome, diventato poi un cognome, si è evoluto innanzitutto in Sapius in epoca medievale (o Sapìa se femminile come Sapia Salvani)  e Sapia in epoca moderna.